# Dylan Thomas Centre
Il Dylan Thomas Centre è un centro artistico culturale situato nel Quartiere Marittimo di Swansea, Galles, Regno Unito, dedicato all'omonimo poeta e scrittore gallese.

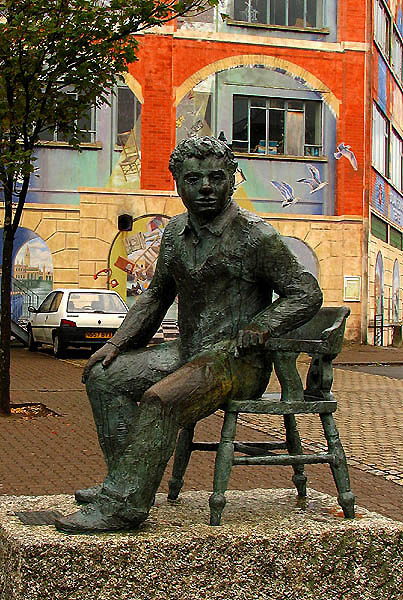
Statua di Dylan Thomas a Swansea

Inizialmente costruito nel 1825 come Palazzo delle Corporazioni, il Dylan Thomas Centre fu poi restaurato e rinnovato per ospitare nel 1995 l'Anno della Letteratura e della Scrittura nel Regno Unito.
Inaugurato nel 1995 dall'ex presidente statunitense Jimmy Carter, particolare estimatore di Dylan Thomas, oggi ospita una mostra permanente sulla vita e l'opera dell'autore gallese, un teatro, una sala conferenze, una libreria e un ristorante.
Nel centro ha sede la mostra permanente Man and Myth ("L'uomo e il mito"), basata sulla più grande collezione al mondo di documenti e ricordi di Dylan Thomas. 
La mostra interattiva esplora la vita e l'opera di Dylan Thomas attraverso diversi mezzi di comunicazione e comprende lettere, libri, appunti e fotografie.
Il Dylan Thomas Centre ha un vasto programma annuale di eventi letterari, compresi la presentazione di libri, opere teatrali, serate di poesia, mostre e conferenze scientifiche.
Il personale del centro predispone visite guidate sui luoghi più significativi della vita e dell'opera di Dylan Thomas e organizza conferenze sulla letteratura contemporanea e corsi di scrittura creativa.